# Nicolas Benezet
Nicolas Benezet (Montpellier, 24 de fevereiro de 1991) é um futebolista francês que atua como meio-campo. Atualmente está sem clube.

## Títulos
Nîmes
- Championnat National: 2011–12